# Eupolem (general)
Eupolem （en llatí Eupolemus, en grec antic Εὐπόλεμος "Eupólemos") fou un militar macedoni, un dels generals de Cassandre al que aquest va enviar el 314 aC a envair Cària, però va ser sorprès i fet presoner per les forces del general Ptolemeu, nebot d'Antígon el borni. Segurament va ser alliberat tot seguit ja que l'any següent dirigia les forces que va deixar Cassandre a Grècia, i va fer operacions contra Antígon en direcció al nord.